# HD146001
HD146001 — хімічно пекулярна зоря спектрального класу B8, що має видиму зоряну величину в смузі V приблизно  6,0. Вона знаходиться у сузір'ї Скорпіон й розташована на відстані близько 462,0 світлових років від Сонця.

## Пекулярний хімічний склад
HD146001 належить до Хімічно пекулярних зір з пониженим вмістом гелію й в її  зоряній атмосфері спостерігається нестача He у порівнянні з його вмістом в атмосфері Сонця.

## Магнітне поле
Спектр даної зорі вказує на наявність магнітного поля у її зоряній атмосфері. Напруженість повздовжної компоненти поля оціненої з аналізу становить  647,2± 381,9 Гаус.